# Ланьковский сельсовет
Ла́ньковский сельсовет (бел. Ланькоўскі сельсавет) — административно-территориальная единица Белыничского района Могилёвской области Белоруссии.
В состав Ланьковского сельсовета до 1978 года входили  деревни Васильевщина, Каменка, Новая Жизнь; до 1971 года посёлок Селище (сейчас не существуют); до 1974 года деревня Калиновка, поселки Глинище, Малиновка.

## Промышленность
Предприятия — СПК «Ильковичи».

## Торговля и бытовые услуги
Торговля — 7 магазинов.
Бытовые услуги — 2 комплексных приемных пункта по приему заказов на бытовые услуги.

## Образование, медицина, культура
Образование — 1 базовая школа, 1 детский социальный приют.
Медицина — 2 ФАПа, 2 аптеки/аптечных киоска.
Культура — 1 СДК, 1 СК, 3 библиотеки.

## Исторические места
Воинские захоронения — 14 мест.

## Состав
В состав сельсовета входит 20 населённых пунктов:
- Бор — деревня;
- Васильевка — посёлок;
- Выйлово — деревня;
- Ивановка — посёлок;
- Ильковичи — деревня;
- Искра — агрогородок;
- Кардон — деревня;
- Крайний — посёлок;
- Ланьково — агрогородок;
- Лубяны — деревня;
- Малиновка — деревня;
- Николаевка — посёлок;
- Новосёлки — деревня;
- Новый Ланьков — посёлок;
- Октябрино — деревня;
- Отверница — деревня;
- Рогач — деревня;
- Фойна — деревня;
- Чигири — деревня;
- Ясная Поляна — деревня.

Упразднённые населённые пункты на территории сельсовета:
- Залипье — посёлок;
- Красногорье — посёлок;
- Ленина — посёлок;
- Победа — деревня.